# Lesbian Concentrate
Lesbian Concentrate: A Lesbianthology of Songs and Poems est une compilation de musique et de spoken word d'artistes lesbiennes. Publié par Olivia Records en 1977, il est une réponse à la campagne homophobe Save Our Children d'Anita Bryant.

## Histoire

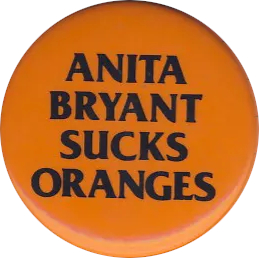
Bouton « Anita Bryant suce des oranges », militantisme contre Save Our Children

L'album est pensé comme une réponse à la campagne Save Our Children,,.

## Réception critique

### Musique
Lesbian Tide trouve l'album politique, culturel et divertissant. Pour The Body Politic, Lesbian Concentrate  est le meilleur disque à offrir à quelqu'un comme premier album de women's music. Pour off our backs (en), l'album est de qualité variable, mais réussit à représenter la diversité des femmes. La spécialiste des études féminines, Bonnie J. Morris, a qualifié l'album de « la plus diversifiée sur le plan racial et stylistique » de la women's music.

### Visuel
Le visuel de l'album, une référence au rôle d'Anita Bryant de porte-parole de la Florida Citrus Commission, est cité comme l'une des pires couvertures couvertures d'album de tous les temps,.

## Pistes
| 1.    | Don't Pray For Me                                                       | Mary Watkins                       | Linda Tillery (en)                    | 5:22 |
| 2.    | Nina                                                                    | Meg Christian (en)                 | Meg Christian (en) et Holly Near (en) | 3:35 |
| 3.    | Prove It On Me Blues                                                    | Ma Rainey                          | Teresa Trull (en)                     | 2:17 |
| 4.    | Sweet Woman                                                             | Cris Williamson et Jennifer Wysong | Cris Williamson                       | 3:37 |
| 5.    | A History of Lesbianism                                                 | Judy Grahn (en)                    | Judy Grahn (en)                       | 1:46 |
| 6.    | Gay and Proud                                                           | Debbie Lempke                      | Berkeley Women's Music Collective     | 3:28 |
| 7.    | Leaping Lesbians                                                        | Sue Fink (en) et Joelyn Grippo     | Sue Fink (en)                         | 2:49 |
| 8.    | Sugar Mama                                                              | Gwen Avery                         | Gwen Avery                            | 4:16 |
| 9.    | Kahlua Mama                                                             | Virginia Rubino et Gioia Siciliano | BeBe K'Roche                          | 3:50 |
| 10.   | No Hiding Place                                                         | Watkins                            | Mary Watkins                          | 4:39 |
| 11.   | For Straight Folks Who Don't Mind Gays But Wish They Weren't So Blatant | Pat Parker                         | Pat Parker                            | 2:16 |
| 12.   | Ode to a Gym Teacher                                                    | Christian                          | Christian                             | 4:14 |
| 13.   | Woman-Loving Women                                                      | Teresa Trull (en)                  | Trull                                 | 3:58 |
| 46:17 |                                                                         |                                    |                                       |      |